# 제이크 웨버
제이크 웨버(Jake Weber, 1964년 3월 19일 ~ )는 잉글랜드의 배우이다.

## 출연 작품

### 영화
- 아미스타드 (1997년) - 라이트 역
- 왓 더 데프 맨 허드 (1998년)
- 새벽의저주 (2004년) - 마이클 역
- 헝그리 하트 (2014년) - 빌 역
- 미드웨이 (2019년) - 레이먼드 스프루언스 역

### 드라마
- 헬 온 휠즈 5 (2015년, AMC)